# Gymnodiptychus pachycheilus
Gymnodiptychus pachycheilus és una espècie de peix cipriniforme de la família dels ciprínids.

## Morfologia
- Els mascles poden assolir 60 cm de longitud total.[3][4]

## Hàbitat
És un peix d'aigua dolça i de clima subtropical.

## Distribució geogràfica
Es troba a Àsia: rius Iang-Tsé i Groc a la Xina.